# Пхулан Деві
Пхулан Деві (гінді फूलन देवी, англ. Phulan Devī, 10 серпня 1963 - 25 липня 2001) — індійська політична діячка, спочатку лідер банди, широко відома в ЗМІ, як «Королева бандитів». Двічі обиралася депутатом індійського парламенту, де захищала інтереси представників нижчих каст та парії. Пхулан була вбита, ймовірно, найманими вбивцями
Пхулан Деві приєдналася до бандитів після того, як була зґвалтована представниками вищої касти зі свого села. У 1981 році за її наказом було вбито 22 мешканця вищих каст села Бехмай, включаючи двох з її ґвалтівників. Злочин набув розголосу по всій Індії, зробивши Деві відомою по всій країні. Деякі вважають, що більшість її злочинів були скоєні з метою домогтися справедливості для жінок, що страждають, особливо з нижчих каст. Пізніше, вона здалася і двічі перемагала на виборах як член партії Самаджваді. Вбивць Деві не знайшли, імовірно її вбивство стало помстою за криваву розправу над жителями Бехмая. 1994 року за мотивами її життя було знято фільм «Королева бандитів».

## Раннє життя
Пхулан Деві народилася у невеликому селі в окрузі Джалаун індійського штату Уттар-Прадеш. Вона була четвертою дитиною в сім'ї належала до касти маллах (човнярів).
Батько Пхулан володів ділянкою землі площею 1 акр (0,4 гектара), де росло дерево Нім, і сподівався, що завдяки цьому зможе видати доньку заміж, накопичивши грошей для сплати приданого. Коли Пхулан було одинадцять років, померли її бабуся та дідусь, головою сім'ї став дядько Біхарі. Він шляхом обману заволодів спадщиною, залишивши сім'ю дівчинки у злиднях. Після смерті дядька його син Маядин оголосив себе главою сім'ї. Скориставшись відсутністю батька Пхулан, він зрубав дерево Нім і продав, залишивши собі гроші[8]. Хоча її батько зважився лише на м'який протест, Пхулан не збиралася відступати перед двоюрідним братом. Вона насміхалася з нього і публічно назвала злодієм. Разом зі старшою сестрою вона влаштувала страйк. Навіть після того, як Пхулан вдарили цеглою, вона не здалася. У спробі позбутися її, родичі домовилися видати одинадцятирічну дівчинку заміж за людину на ім'я Лал Путті, якому було за 30 і жив за кілька сотень кілометрів. Пізніше Пхулан стверджувала в автобіографії, що у нього був «дуже поганий характер».
Чоловік Пхулан погано поводився з юною дружиною і ґвалтував її. Вона кілька разів тікала додому, але щоразу дівчинку повертали чоловікові для суворого покарання. Зрештою Путті Лал вигнав дружину і вона повернулася до будинку свого батька, ставши в рідному селі ізгоєм. Незважаючи на все це Пхулан, як і раніше, не хотіла змиритися і продовжувала звинувачувати Маядіна у крадіжці. Вона навіть звернулася до суду, але програла справу.
У 1979 році Маядін звинуватив Пхулан у крадіжці і добився її арешту поліцією на три дні. У в'язниці дівчину побили та зґвалтували. Вийшовши на волю вона надалі уникала рідного села, відчуваючи біль від своєї безпорадності.